# Брезнаник, Михал
Ми́хал Бре́знаник (словац. Michal Breznaník; 16 декабря 1985, Ревуца, Чехословакия) — словацкий футболист, полузащитник клуба «Шпорт». Выступал в сборной Словакии.

## Биография

### Клубная карьера
Михал прошёл все ступени молодёжной системы команды из своего родного города, но заключил контракт с клубом второго словацкого дивизиона «Шпорт» (Подбрезова). Всего лишь через полсезона на игрока обратил внимание один из самых титулованых клубов страны «Слован», куда и отправился Брезнаник в январе 2007 года.
В ответном матче раунда плей-офф Лиги Европы 2010/11 против «Штутгарта» при счёте 2:0 Михал получил красную карточку. Встреча завершилась вничью 2:2. Руководство обвинило игрока в том, что клуб не попал в групповой этап турнира, и выставило его на трансфер. В то же трансферное окно Михал перешёл в одноимённый клуб из Чехии.
Следующий сезон 2011/12 Михал, как и вся команда, провёл на высоком уровне, забил 12 мячей, дебютировал в сборной и стал чемпионом страны.
В последний день трансферного окна в России Михал Брезнаник подписал с «Амкаром» трёхлетний контракт. Как сказал сам Михал, он выбирал между пермским клубом и киевским «Арсеналом». Новый одноклубник и партнёр Михала по сборной Мартин Якубко сказал, что «Брезнаник — очень хорошее приобретение. При выборах лучшего легионера чешской премьер-лиги по итогам прошлого сезона он оказался на 2-м месте. Это быстрый, инициативный футболист, который поможет нашей команде».
За основной состав дебютировал 22 сентября в выездном матче против «Динамо». Михал вышел на 42-й минуте вместо Александра Коломейцева и занял позицию левого защитника. Отыграв в целом неудачный матч на неродной позиции, Михал в концовке игры, быстро разыграв штрафной с Павлом Игнатовичем, забил гол в почти пустые ворота.
В апреле 2014 года стал игроком пражской «Спарты».
Конец сезона 2014/15 на правах аренды провёл в либерецком «Словане», за который провёл 9 матчей и забил один мяч.

### Карьера в сборной
Михал дебютировал за сборную Словакии 29 февраля 2012 года в товарищеском матче против Турции.

## Достижения
- Победитель Цоргонь-лиги(2): 2008/09, 2010/11
- Победитель Гамбринус-лиги: 2011/12
- Обладатель Суперкубка Чехии: 2014